# 谢尼亚瓦
谢尼亚瓦是波兰喀尔巴阡山省的一个镇。